# Hammond (cidade), Wisconsin
Hammond é uma cidade localizada no estado americano de Wisconsin, no Condado de St. Croix. A população era de 2,075 pessoas no censo de 2018.